# 塔兹拉尔
塔兹拉尔，是匈牙利南部巴奇-基什孔州所辖的一个村，总面积7338平方公里，总人口2014，人口密度27人/平方公里（2001年）。地理坐标为46°33′N 19°31′E。